# Портнов-Соколов, Юрий Петрович
Юрий Петрович Портнов-Соколов (5 августа 1921 года, Москва) — советский и российский учёный-физик,  специалист в области теории построения бортовых систем управления объектами ракетно-космической техники, лауреат премии имени Б. Н. Петрова

## Биография
Родился 5 августа 1921 года в Москве.
В 1946 году - с отличием окончил Московский авиационный институт.
С 1949 года и до конца жизни работал в Институте автоматики и телемеханики Академии наук СССР (сейчас это — Институт проблем управления имени В. А. Трапезникова).
В начале 1950 годов по поручению будущего Академика Академии Наук СССР Б. Н. Петрова занимается приоритетными разработками математической модели жидкостных ракетных двигателей и методики исследования его динамики и управляемости. Результаты работ были представлены М. В. Келдышу и Б. С. Стечкину и использовались при создании ракеты Р-7.
В 1954 году - защитил кандидатскую диссертацию, а в 1958 году за участие в работах по обеспечению запуска Первого в Мире искусственного спутника Земли ему без защиты была присуждена докторская степень.
Умер 10 сентября 2004 года. Похоронен в колумбарии Ваганьковского кладбища.

### Научная и общественная деятельность
Автор пионерских исследований ЖРД как объекта управления.

Автор основополагающих работ по построению терминальных систем управления расходованием топлива жидкостных ракет.

Создатель научной школы в области теории терминального управления.
В 1980-е годы совместно с А. Я. Андриенко и В. П. Ивановым) разработали общую концепцию совершенствования энергетических характеристик жидкостных ракет-носителей средствами управления, что позволяет повысить грузоподъёмность отечественных ракет-носителей на 10—15 % и увеличить дальность действия жидкостных межконтинентальных баллистических ракет на 15—25 %, а также был выполнен цикл научных работ для обеспечения безопасности ракетно-космической техники средствами управления.
Большая часть этих систем была либо реализована в практических разработках ракетно-космической техники при создании Многоразовой транспортной космической системы «Энергия-Буран»; ракет-носителей «Зенит-2S», «Зенит-3SL» (для международной программы «Морской старт») и «Протон-М», либо нашла отражение в перспективных проектах систем для ракет-носителей «Ангара», «Союз-ФГ», «Союз-2», «Ямал», «Аврора», «Онега» и многоразовой авиационно-ракетной системы «МАРС».
Совместно с А. Я. Андриенко провёл экспертизу эффективности действия представленных проектно-конструкторскими организациями конкурсных разработок средств преодоления ПРО.
Участие в работе научных организаций:
- Совет Главных конструкторов под руководством С. П. Королёва (в качестве эксперта)
- Совет по созданию Многоразовой транспортной космической системы «Энергия-Буран»  (в качестве эксперта)
- Заместитель Председателя Комитета по космосу Национального комитета СССР по автоматическому управлению
- Международная федерация по автоматическому управлению

Участник опытно-конструкторских и научно-исследовательских работ в таких организациях, как:
- РКК «Энергия»
- Государственный космический научно-производственный центр имени М. В. Хруничева
- Ракетно-космический центр «Прогресс»
- КБ «Южное»
- НПО автоматики имени академика Н. А. Семихатова
- Научно-производственный центр автоматики и приборостроения имени академика Н. А. Пилюгина
- Научно-исследовательский институт приборостроения имени В. В. Тихомирова
- Завод Красное знамя

## Из библиографии
- Бортовые терминальные системы управления : Принципы построения и элементы теории / Б. Н. Петров, Ю. П. Портнов-Соколов, А. Я. Андриенко, В. П. Иванов. - М. : Машиностроение, 1983. - 200 с. : ил.; 22 см.

### Память
Его именем названа Лаборатории № 8 (Лаборатории терминальных систем управления) Института проблем управления имени В. А. Трапезникова

## Награды
- Государственная премия СССР (1967)[1] |  | Достоверность этой статьи поставлена под сомнение. Необходимо проверить точность фактов и достоверность сведений, изложенных в этой статье. (7 июня 2016) Пояснение: не нашёл в списках награждённых на странице Википедии |
- Государственная премия СССР (1983)[1] |  | Достоверность этой статьи поставлена под сомнение. Необходимо проверить точность фактов и достоверность сведений, изложенных в этой статье. (7 июня 2016) Пояснение: не нашёл в списках награждённых на странице Википедии |
- Заслуженный деятель науки Российской Федерации (1996) |  | Достоверность этой статьи поставлена под сомнение. Необходимо проверить точность фактов и достоверность сведений, изложенных в этой статье. (7 июня 2016) Пояснение: не нашёл в списках награждённых на странице Википедии |
- Премия имени Б. Н. Петрова (2004, совместно с А. Я. Андриенко, В. П. Ивановым) — за цикл научных работ в обеспечение эксплуатации объектов ракетно-космической техники средствами управления